# جسر سيدي معروف
جسر سيدي معروف المعلق هو جسر معلق علوي في الطريق الوطنية رقم 11 حيث تمر بحي سيدي معروف في مدينة الدار البيضاء المغربية. يعبر الجسر تقاطع طرقي وكذلك الخط الأول لطرامواي الدار البيضاء ويوفر ربط انسيابي للمحور بين وسط مدينة الدار البيضاء ومطار محمد الخامس الدولي والطريق السيار رقم 7 الدار البيضاء - أگادير. امتداد جسر سيدي معروف 224 متر وطوله 138 متر. وافتتح الجسر للمرور يوم 10 ماي 2019.

## تاريخ
جسر سيدي معروف المعلق في الدار البيضاء هو جسر معلق يقع على الطريق السيار المداري للمدينة، أطلق المشروع ملك المغرب محمد السادس يناير 2016 و تم افتتاحه في مايو 2019، يعتبر هذا الجسر ثاني جسر معلق في المغرب بعد جسر محمد السادس في الرباط. يهدف الجسر إلى تحسين حركة السير والحد من الازدحام المروري في منطقة سيدي معروف، التي تعتبر واحدة من النقاط الأكثر ازدحامًا في العاصمة الاقتصادية.

## تمويل
تم تمويل المشروع من قبل وزارة التجهيز والنقل واللوجستيك والماء، بالإضافة إلى الجماعة الحضرية للدار البيضاء والمديرية العامة للجماعات المحلية. بلغت تكلفة إنجاز الجسر 442 مليون درهم مغربي، ويبلغ طول أرضية الجسر 224 مترًا، بينما يصل ارتفاع برج الأسلاك إلى 75 مترًا
.

## تكاليف المشروع ومراحله
بلغ التكلفة الإجمالية للمشروع 688 مليون درهم، ويشمل المشروع مرحلتين رئيسيتين: المرحلة الأولى تضمنت بناء الجسر المعلق وتهيئة ملتقيين دائريين على الطريق الوطنية رقم 11، إضافة إلى تجهيز مداخل الجسر. أما المرحلة الثانية فتتعلق بإنشاء قناتين جديدتين لضمان ولوج مباشر بين محور سيدي معروف ووسط مدينة الدار البيضاء.